# 시로야마촌 (도치기현)
시로야마촌(城山村)은 도치기현의 중부 가와치군에 속했던 촌이다.

## 역사
- 1889년 4월 1일 - 정촌제 시행에 의해 가와치군 시로야마촌이 성립하였다.
- 1954년 11월 1일 - 도미야촌, 구니모토촌, 도요사토촌, 시노이촌의 일부와 함께 우쓰노미야시에 편입해 소멸하였다.

## 교통

### 철도
- 도부 철도
  - 오야 궤도선 (1952년 4월 1일에 폐선)
  - 오타니 경편선 (1964년 6월 16일에 폐선)

## 참고문헌
- 塙静夫『うつのみやの地名と歴史散歩』下野新聞社、2015年9月11日、263頁。ISBN 978-4-88286-594-0。
- 『栃木県町村合併誌 第三巻上』栃木県、1956年3月、433頁。全国書誌番号:68010340